# Poder de mercado
Poder de mercado é a capacidade que um agente econômico detém de manter seus preços acima do nível competitivo, de forma a aumentar seus lucros, sem com isso perder clientes. Outra forma de exercer esse poder é impedindo a inovação ou o aumento de qualidade por parte de eventuais competidores.
O exercício de poder de mercado ocorre tipicamente em situações de monopólio ou quando há fortes barreiras de entrada, que impedem o surgimento de concorrentes que disputem o mercado com preços mais baixos. Isso pode acontecer por haver poucos recursos (tornando inviável a competição) ou por imposições do governo. Nesse caso, o poder de mercado é unilateral; caso duas ou mais empresas formem um cartel para fixar os preços, a situação passa a ser de poder de mercado colateral.